# Pagny-la-Blanche-Côte

Pagny-la-Blanche-Côte este o comună în departamentul Meuse din nord-estul Franței. În 2010 avea o populație de 248 de locuitori.

## Evoluția populației
| An        | 1975 | 1982 | 1990 | 1999 | 2006 | 2010 |
| --------- | ---- | ---- | ---- | ---- | ---- | ---- |
| Populație | 300  | 237  | 201  | 222  | 248  | 248  |